# Diffusion des rayons X aux petits angles
La diffusion des rayons X aux petits angles (SAXS de l’anglais : Small Angle X-rays Scattering) est une technique expérimentale qui permet d’étudier les propriétés structurelles des matériaux à une échelle allant de 1 à 100 nm. Cette technique se base sur l’interaction élastique des photons avec les nuages électroniques. Les photons sont diffusés en traversant l’échantillon et fournissent des informations sur la fluctuation des densités électroniques dans la matière hétérogène.
Les longueurs d’onde des rayons X se situent entre 10-8 à 10-12 mètres, ce qui est du même ordre de grandeur que les distances interatomiques, permettant un patron de diffraction. Celui-ci correspond à la structure atomique et réside dans la région des petits angles, d’où la technique tient son nom.  

## Principe
Le rayonnement monochromatique incident de vecteur d’onde {\displaystyle k_{i}} traverse l’échantillon. L’intensité diffusée est collectée en fonction de l’angle de diffusion θ. Les interactions élastiques sont caractérisées par un transfert d’énergie nul si bien que le module du vecteur d’onde diffusé {\displaystyle k_{f}} est égal au module du vecteur d’onde incident {\displaystyle |k_{i}|=|k_{f}|}. L’intensité diffusée est fonction du vecteur de diffusion {\displaystyle q=|k_{i}-k_{f}|} défini par :
où {\displaystyle \theta } est l’angle de diffusion et {\displaystyle \lambda } la longueur d’onde du faisceau incident. L’intensité diffusée I(q) est mesurée à des angles très petits ce qui permet d’étudier les tailles caractéristiques allant des distances cristallographiques (quelques angströms) aux distances colloïdales (0,1 micromètre).
L’intensité d’une solution de particules est donnée par {\displaystyle I(q)=\Delta \rho ^{2}\Phi _{V}V_{P}P(q)S(q)} où {\displaystyle \Delta \rho ^{2}} est le contraste, {\displaystyle \Phi _{V}} est la fraction volumique des particules et {\displaystyle V_{P}} le volume d’une particule sèche. {\displaystyle P(q)} est le facteur de forme de la particule et ne dépend que de sa géométrie. {\displaystyle S(q)} est le facteur de structure et décrit les corrélations entre particules ; ce terme intervient lorsque les molécules sont ordonnées par exemple.

## Utilisations
La SAXS peut être utilisée pour la détermination des propriétés suivantes ː
- Granulométrie des particules présentes dans des dispersions diluées dont la taille moyenne varie entre 1 nm et 100 nm[2]
- Surface spécifique des systèmes poreux et particulaires[3]
- Concentration de particules en suspension[4]